# Nyctophilus howensis
Nyctophilus howensis es una especie de murciélago de la familia Vespertilionidae.

## Distribución geográfica
Sólo se encuentra en la isla de Lord Howe (Australia). Es posible que esté extinta.